# Рагуза, Антонино
Антонино Рагуза (итал. Antonino Ragusa; род. 27 марта 1990, Мессина, Сицилия) — итальянский футболист, центральный полузащитник клуба «Эллас Верона».

## Клубная карьера

### «Тревизо»
Родившийся в Мессине что на Сицилии, Антонино начал свою карьеру в Венеции в клубе «Тревизо», в котором он выступал в составе молодёжной команды до 17 лет в сезоне 2006/07. В сезоне 2008/09, несмотря на то что был игроком состава молодёжной команды до 20 лет, дебютировал в серии В 7 февраля 2009 года в матче против «Римини» который завершился результативной ничьей 2:2. В 2009 году «Тревизо» не прошёл финансовую проверку на право участия в серии В в следующем сезоне. Команда была переведена в Первенство Венеции, которое было шестым по значимости дивизионом летом 2009 года.

### «Дженоа»
В июле 2009 года девятнадцатилетний Антонино присоединился к «Дженоа», выступавшем тогда в Серии А. Будучи игроком молодёжной команды до 20 лет он так и не сыграл в основном составе «грифонов». В августе 2010 года Рагуза отправился в аренду в клуб высшего дивизиона профессиональной лиги (Серия С1) «Салернитана» с опцией права выкупа. Клуб продвинулся в плей-офф за выход в следующий дивизион однако проиграл в финале «Вероне». На стадии плей-офф Антонино выходил играть на позиции крайнего нападающего/вингера в помощь Фабиньо и Дино Фава по схеме 4-3-3/4-2-3-1 В июне 2011 года «Салернитана» отказалась от опции выкупа игрока, на что «Дженоа» применили контропцию по выплате денежных средств в размере €100 000. По окончании сезона «Салернитана» снова стала банкротом и отправилась в любительскую серию D.

### «Реджина» (аренда)
27 июня 2011 года Антонино отправился в аренду в «Реджину», выступавшую тогда в серии B, его трансфер стал частью сделки по выкупу прав на Франческо Ачерби «Дженоа». Однако документы по сделке были закрыты 31 августа 2011 года вместе с Маттео Д’Алессандро, но его трансфер был полноценным, в отличие от Рагузы. Так полузащитник вернулся к своему тренеру по «Салернитане» Роберто Бреде. Свой первый гол в амарантовой футболке он забил 26 сентября 2011 года в матче против Эмполи, который закончился победой «Синих» со счетом 3:2. После Рагуза отметился важнейшим дублем в матче против «Бари», который привел «Реджину» к победе. В конце сезона 24 июня 2012 года клуб воспользовался правом выкупа, но «Дженоа» выставила встречный иск и вернула игрока в свои ряды на постоянной основе.

### «Тернана» (аренда)
После возвращению в Геную в начале июля переход Антонио в «Юве Стабиая» казался совершенно неминуемым, но в конечном итоге он отказался от предложения «ос» и 30 июля 2012 года он перешел в «Пескару» которая только что оформила себе путевку в Серию А. Несмотря на свой переход в стан «дельфинов» 31 августа 2012 года Рагузе пришлось отправиться в «Тернану» на правах аренды.